# Strikeforce Challengers: Woodley vs. Saffiedine
Strikeforce Challengers: Woodley vs. Saffiedine foi um evento de artes marciais mistas promovido pelo Strikeforce. O décimo terceiro episódio do Challengers ocorreu em 7 de janeiro de 2011 no Nashville Municipal Auditorium em Nashville, Tennessee. O evento teve audiência estimada de 223,000 espectadores, com picos de 320,000 na Showtime.

## Resultados

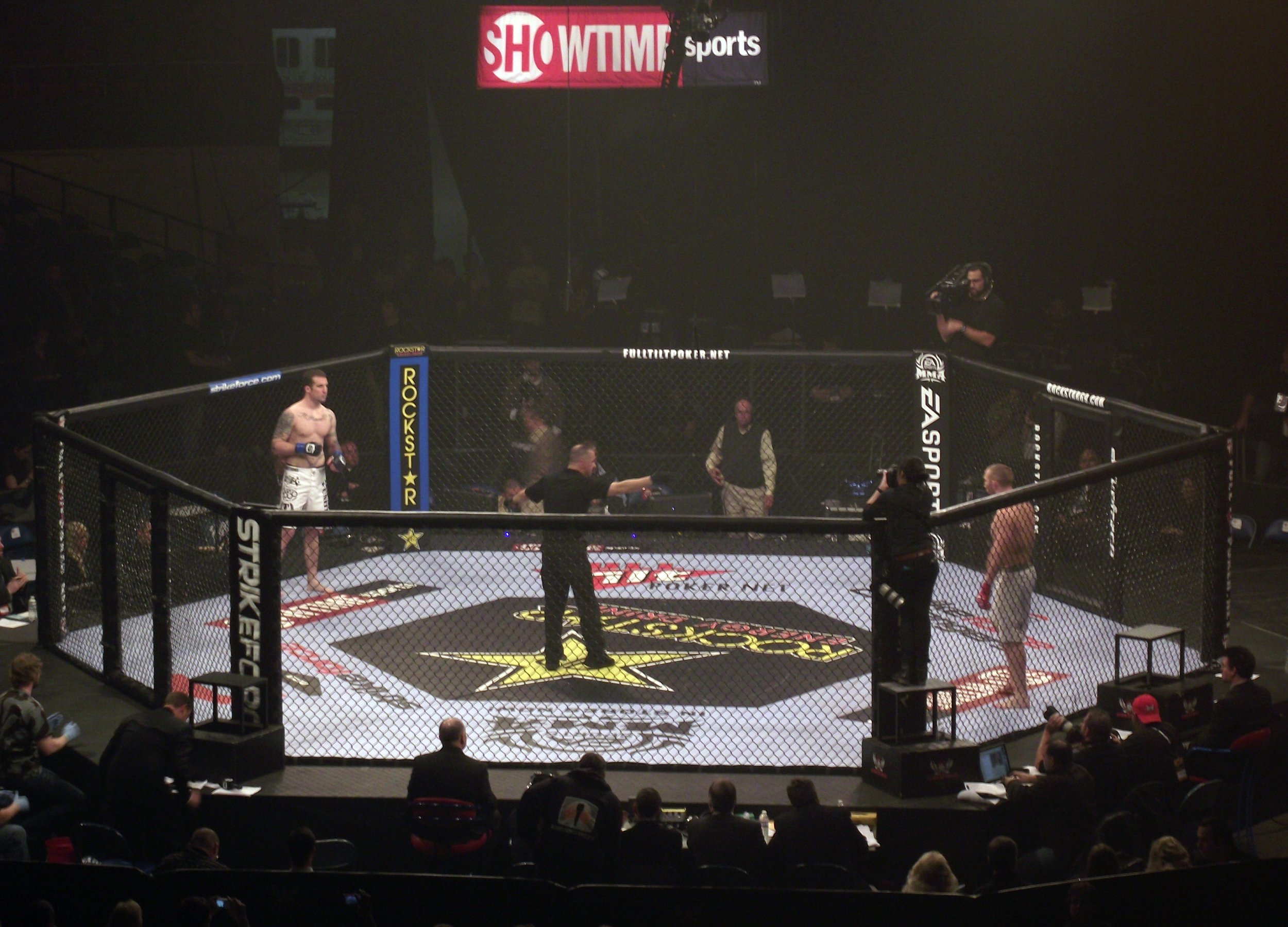
Dois lutadores antes de se enfrentar

## Ligações Externas
- Site Oficial do Strikeforce